# Juumajärvi
Juumajärvi eller Ala Juumajärvi är en sjö i Finland. Den ligger i kommunen Kuusamo i landskapet Norra Österbotten, i den nordöstra delen av landet, 700 km norr om huvudstaden Helsingfors. Juumajärvi ligger 223,2 meter över havet. Den är 34,76 meter djup. Arean är 2,96 kvadratkilometer och strandlinjen är 30,17 kilometer lång. Sjön  ingår i Koundaälvens huvudavrinningsområde. 